# Contea di Montmorency
La contea di Montmorency, in inglese Montmorency County, è una contea dello Stato del Michigan, negli Stati Uniti. La popolazione al censimento del 2000 era di 10 315 abitanti. Il capoluogo di contea è Atlanta.